# Mang Yang (huyện)
Mang Yang là một huyện cũ nằm ở trung tâm tỉnh Gia Lai, Việt Nam.
Huyện Mang Yang hiện nay vốn là một phần của huyện Mang Yang cũ đã tách ra thành huyện Đak Đoa và Mang Yang mới vào năm 2000. Huyện lỵ của huyện Mang Yang mới là thị trấn Kon Dơng nằm trên quốc lộ 19 (Pleiku - Quy Nhơn). Trước năm 1975, huyện Mang Yang hiện nay là một phần của quận Lệ Trung, tỉnh Pleiku.

## Địa lý
Huyện Mang Yang nằm ở trung tâm tỉnh Gia Lai, có vị trí địa lý:
- Phía đông giáp huyện Đak Pơ và huyện Kông Chro
- Phía tây giáp huyện Đak Đoa và huyện Chư Sê
- Phía nam giáp huyện Ia Pa
- Phía bắc giáp huyện Kbang.

Huyện rộng 1.127,8 km² và có 73.887 người trong đó hơn 50% là các dân tộc người Ba Na.
Trên địa bàn huyện Mang Yang có một số danh thắng như đèo Mang Yang, thác Đăk Trôi, v.v... Vườn quốc gia Kon Ka Kinh có một phần nằm trên địa bàn của Mang Yang.

### Khí hậu
- Mang Yang do bị ảnh hưởng của khu vực nhiệt đới gió mùa cao nguyên nên có 2 mùa rõ rệt: 
  - Mùa mưa từ tháng 5 đến tháng 10
  - Mùa khô từ tháng 11 đến tháng 4 năm sau.
- Lượng mưa trung bình hàng năm là 2.213mm, tập trung vào các tháng 7, 8, 9
- Số ngày mưa trung bình trong năm là 154 ngày
- Nhiệt độ trung bình là 21,6 °C
- Độ ẩm trung bình là 82%.

### Sông ngòi
Mang Yang có hệ thống sông suối mật độ tương đối dày, phân bổ đều trên khắp địa bàn.

## Hành chính
Huyện Mang Yang có 12 đơn vị hành chính cấp xã gồm trực thuộc, bao gồm thị trấn Kon Dơng (huyện lỵ) và 11 xã: Ayun, Đắk Drjăng, Đắk Jơ Ta, Đắk Ta Ley, Đắk Trôi, Đắk Yă, Đê Ar, H'Ra, Kon Chiêng, Kon Thụp, Lơ Pang.

## Lịch sử
Sau năm 1975, huyện Mang Yang thuộc tỉnh Gia Lai - Kon Tum, bao gồm 25 xã: Al Bá, Ayun, Bờ Ngoong, Chư Á, Chư Jôr, Đak Đoa, Đak Trôi, Đê Ar, Dun, G'Lar, Hà Đông, Hà Bầu, Hà Tây, H'Bông, H'Neng, H'Ra, Ia Băng, Ia Tiêm, Ia Pết, Kdang, Kon Chiêng, Kon Dơng, Lơ Pang, Nam Yang và Trang.
Ngày 17 tháng 8 năm 1981, Hội đồng Bộ trưởng ban hành Quyết định 30-HĐBT và Quyết định 34-HĐBT. Theo đó:
- Chia xã Lơ Pang thành 2 xã: Lơ Pang và Kon Thụp
- Sáp nhập xã Tân Bình thuộc thị xã Pleiku (nay là thành phố Pleiku) về huyện Mang Yang quản lý
- Sáp nhập 2 xã: Chư Á và Chư Jôr về thị xã Pleiku quản lý (hiện nay, xã Chư Á của thành phố Pleiku và xã Chư Jôr đã sáp nhập vào xã Chư Đang Ya của huyện Chư Păh)
- Sáp nhập 5 xã: Ia Tiêm, Bờ Ngoong, Al Bá, H'Bông và Dun về huyện Chư Sê mới thành lập để quản lý.

Huyện Mang Yang còn lại 20 xã: Ayun, Đak Đoa, Đak Trôi, Đê Ar, G'Lar, Hà Đông, Hà Bầu, Hà Tây, H'Neng, H'Ra, Ia Băng, Ia Pết, Kdang, Kon Chiêng, Kon Dơng, Kon Thụp, Lơ Pang, Nam Yang, Tân Bình và Trang.
Ngày 29 tháng 10 năm 1983, Hội đồng bộ trưởng ban hành quyết định 122-HĐBT.Theo đó: 
- Chia xã Ia Pết thành 2 xã: Ia Pết và A Dơk
- Chia xã Kdang thành 2 xã: Kdang và Kon Gang.

Ngày 30 tháng 5 năm 1988, chia xã Kon Dơng thành 2 xã: Kon Dơng và Hải Yang.
Ngày 6 tháng 12 năm 1990, thành lập thị trấn Mang Yang - huyện lỵ của huyện Mang Yang trên cơ sở điều chỉnh một phần diện tích tự nhiên và dân số của xã H'Neng.
Ngày 12 tháng 8 năm 1991, tỉnh Gia Lai được tái lập từ tỉnh Gia Lai - Kon Tum, huyện Mang Yang thuộc tỉnh Gia Lai.
Ngày 11 tháng 11 năm 1996, Chính phủ ban hành nghị định 70-CP. Theo đó:
- Thành lập xã Đak Tơ Ver trên cơ sở 3.700 ha diện tích tự nhiên và 967 người của xã Đak Đoa.
- Thành lập xã Chư Đang Ya trên cơ sở 4.200 ha diện tích tự nhiên và 854 người của xã Hà Bầu.
- Điều chỉnh 29.600 ha diện tích tự nhiên và 4.274 nhân khẩu (gồm toàn bộ diện tích tự nhiên và dân số của 3 xã: Hà Tây, Đak Tơ Ver và Chư Đang Ya) về huyện Chư Păh quản lý.

Huyện Mang Yang còn lại 23 đơn vị hành chính cấp xã với 208.601 ha diện tích tự nhiên và 88.242 nhân khẩu, bao gồm thị trấn Mang Yang và 22 xã: A Dơk, Ayun, Đak Đoa, Đak Trôi, Đak Yă, Đê Ar, G'Lar, Hà Bầu, Hà Đông, Hải Yang, H'Neng, H'Ra, Ia Băng, Ia Pết, Kdang, Kon Chiêng, Kon Gang, Kon Thụp, Lơ Pang, Nam Yang, Tân Bình, Trang.
Ngày 11 tháng 8 năm 1999, Chính phủ ban hành nghị định 70/1999/NĐ-CP. Theo đó:
- Thành lập thị trấn Kon Dơng trên cơ sở 1.800 ha diện tích tự nhiên và 3.081 nhân khẩu của xã Kon Dơng.
- Xã Kon Dơng (sau khi đổi tên thành xã Đak Yă) còn lại 7.055 ha diện tích tự nhiên và 4.498 nhân khẩu.

Cuối năm 1999, huyện Mang Yang có 24 đơn vị hành chính cấp xã, bao gồm 2 thị trấn: Mang Yang, Kon Dơng và 22 xã: A Dơk, Ayun, Đak Đoa, Đak Trôi, Đak Yă, Đê Ar, G'Lar, Hà Bầu, Hà Đông, Hải Yang, H'Neng, H'Ra, Ia Băng, Ia Pết, Kdang, Kon Chiêng, Kon Gang, Kon Thụp, Lơ Pang, Nam Yang, Tân Bình, Trang.
Ngày 21 tháng 8 năm 2000, Chính phủ ban hành nghị định 37/2000/NĐ-CP. Theo đó:
- Đổi tên xã Đak Đoa thành xã Đak Sơ Mei.
- Đổi tên thị trấn Mang Yang thành thị trấn Đak Đoa.
- Thành lập xã Đak Djrăng trên cơ sở 1.564 ha diện tích tự nhiên với 1.083 người của xã KDang và 3.158,7 ha diện tích tự nhiên với 1.824 người của xã Đăk Yă, xã Đak Djrăng có 4.722,7 ha diện tích tự nhiên và 2.907 nhân khẩu.
- Chia huyện Mang Yang thành 2 huyện: Mang Yang (mới) và Đak Đoa:
  - Huyện Mang Yang (mới) có 112.606,7 ha diện tích tự nhiên và 36.746 nhân khẩu với 10 đơn vị hành chính cấp xã trực thuộc, bao gồm thị trấn Kon Dơng (huyện lỵ mới của huyện Mang Yang) và 9 xã: Ayun, Đak Yă, H'Ra, Lơ Pang, Kon Thụp, Đê Ar, Đak Trôi, Kon Chiêng, Đak Djrăng.
  - Huyện Đak Đoa có 98.041,3 ha diện tích tự nhiên và 74.394 nhân khẩu với 15 đơn vị hành chính cấp xã trực thuộc, bao gồm thị trấn Đăk Đoa (huyện lỵ) và 14 xã: Hà Đông, Đak Sơmei, Hà Bầu, Nam Yang, Kon Gang, Hải Yang, H'Neng, Tân Bình, Kdang, G'Lar, Trang, A Dơk, Ia Pết, Ia Băng.

Ngày 15 tháng 9 năm 2006, Chính phủ ban hành nghị định 98/2006/NĐ-CP. Theo đó: 
- Điều chỉnh 596,86 ha diện tích tự nhiên và 74 nhân khẩu của xã Ayun về xã H'Ra quản lý.
- Điều chỉnh 11.587,76 ha diện tích tự nhiên và 2.237 nhân khẩu của xã Ayun để thành lập xã Đak Jơ Ta.
- Điều chỉnh 4.688,36 ha diện tích tự nhiên và 2.515 nhân khẩu của xã H'Ra để thành lập xã Đak Ta Ley.

Ttheo Nghị quyết số 1664/NQ-UBTVQH15 ra tháng 6 năm 2025, sáp nhập tỉnh Bình Định vào tỉnh Gia Lai. Giải thể huyện Mang Yang, hợp nhất các xã thành những xã mới:
- Xã Mang Yang gồm các đơn vị hành chính cũ là: thị trấn Kon Dơng và các xã Đăk Yă, Đak Djrăng, Hải Yang.
- Xã Lơ Pang gồm các đơn vị hành chính cũ là: xã xã Đê Ar, Kon Thụp và Lơ Pang
- Xã Kon Chiêng gồm các đơn vị hành chính cũ là: xã Đăk Trôi và xã Kon Chiêng
- Xã Hra được gồm các đơn vị hành chính cũ là: xã Đak Ta Ley và xã Hra
- Xã Ayun gồm các đơn vị hành chính cũ là: Ayun và Đăk Jơ Ta

## Kinh tế - xã hội

### Kinh tế
Huyện có xuất phát điểm về kinh tế thấp, xa các trung tâm kinh tế lớn của tỉnh, trình độ dân trí thấp, tập quán sản xuất có nơi còn lạc hậu, đời sống đồng bào dân tộc thiểu số ở vùng sâu, vùng xa đặc biệt khó khăn.
Năm 2018, huyện Mang Yang đã có 20/25 chỉ tiêu đạt và vượt cao hơn nhiều so với năm trước. Ấn tượng như: 
- Tốc độ tăng trưởng giá trị sản xuất đạt trên 11%
- Giá trị sản xuất nông, lâm nghiệp, thủy sản đạt trên 3.153 tỉ đồng, tăng gần 4%.
- Toàn huyện gieo trồng gần 13.000 ha cây trồng các loại vượt 3% kế hoạch, trồng tái canh hơn 171 ha cà phê, vượt 128% kế hoạch
- Tổng sản lượng lương thực có hạt hơn 19.000 tấn, vượt 13% kế hoạch
- Giá trị sản xuất công nghiệp - xây dựng 1.685 tỉ đồng, tăng 17,7%
- Giá trị sản xuất thương mại – dịch vụ đạt 1.711 tỉ đồng, tăng 22,4%
- Có 100% hộ gia đình chính sách thoát nghèo
- Tỷ lệ hộ nghèo đến cuối năm 2018 còn 18,7%
- Triển khai thực hiện Chương trình mục tiêu quốc gia về xây dựng nông thôn mới, làng nông thôn mới đạt chỉ tiêu đề ra. Đến nay, huyện Mang Yang:
  - Có 2 xã đạt chuẩn nông thôn mới là Đak Yă và Đak Djrăng
  - có 3 xã đạt 10 - 14 tiêu chí
  - Có 6 xã đạt 5 - 9 tiêu chí
  - Có 1 làng nông thôn mới kiểu mẫu vùng đồng bào dân tộc thiểu số
- Cải cách hành chính tăng 3 bậc.

### Xã hội
Lĩnh vực xã hội có nhiều tiến bộ, chất lượng giáo dục, y tế, chăm sóc sức khỏe nhân dân được nâng cao; nhiều chính sách về an sinh xã hội được triển khai kịp thời đã góp phần cải thiện đời sống vật chất, tinh thần của nhân dân. Đến nay, trên địa bàn huyện có 17 trường học đạt trường chuẩn quốc gia, toàn huyện có có trên 75% khu dân cư đạt danh hiệu khu dân cư văn hóa; 12.224 hộ gia đình văn hóa hóa; 100% các thôn, làng, tổ dân phố có nhà sinh hoạt cộng đồng.

## Văn hóa - Du lịch
Hoạt động đầu tư du lịch được chú trọng, năm 2018, huyện Mang Yang đã  triển khai kế hoạch  phát triển du lịch trên địa bàn huyện giai đoạn 2018 – 2020,  để  phát triển du lịch cộng đồng tại làng Vai Viêng, xã Ayun; Bên cạnh đó, một số khu, điểm du lịch như Vườn Quốc gia Kon Ka Kinh, làng Đêktu(Kon Dơng) được đưa vào khai thác hoặc được nâng cấp, mở rộng, nên tổng lượt khách đến huyện  tăng cao nhất từ trước đến nay.
An ninh chính trị, trật tự an toàn xã hội được đảm bảo. Công tác đấu tranh giải quyết tà đạo "Hà Mòn" có nhiều chuyển biến tích cực, giảm 14 đối tượng lẩn trốn và đối tượng tin theo tà đạo. Tai nạn giao thông được kéo giảm trên cả 03 chỉ số.
Mang Yang đặc biệt chú trọng phát huy tiềm năng lợi thế về sản xuất nông nghiệp, trọng tâm là xây dựng các chuỗi liên kết giá trị, gắn sản xuất với tiêu thụ sản phẩm, áp dụng các tiến bộ khoa học kỹ thuật nhất là công nghệ sinh học nhằm nâng cao chất lượng sản phẩm và an toàn thực phẩm. Đồng thời phát triển đàn chăn nuôi theo chủ trương của Bộ nông nghiệp cũng như là kế hoạch phát triển chăn nuôi của UBND tỉnh; phát huy Trung tâm dịch vụ nông nghiệp kết nối với các doanh nghiệp, các cơ sở SX – KD thông tin kịp thời giá cả thị trường và vật tư, đầu ra của nông sản, để nông dân bán với giá hợp lý, đem lại lợi nhuận cao nhất cho người nông dân; Đẩy nhanh tiến độ thực hiện chương trình xây dựng nông thôn mới; tập trung quy hoạch phát triển các loại hình thương mại-dịch vụ; phát triển sản xuất, kinh doanh, tạo môi trường tốt thu hút đầu tư để tăng thu ngân sách; tiếp tục nâng cao năng lực hoạt động tín dụng, đáp ứng nhu cầu về vốn cho phát triển kinh tế-xã hội trên địa bàn; thực hiện có hiệu quả các chương trình hỗ trợ giảm nghèo, chính sách dân tộc trên địa bàn...

## Giao thông
Mang Yang trong tiếng Bahnar nghĩa là cổng trời. Tên huyện được đặt theo tên một con đèo nổi tiếng, đèo Mang Yang, trên quốc lộ 19 trên địa phận của huyện.
Huyện Mang Yang có quốc lộ 19 chạy qua các xã, thị trấn: Hra, Đak Ta Ley, Đak Ya, Kon Dơng, Đak Drjăng. Có tỉnh lộ DT670 nối thị trấn Kon Dơng tới quốc lộ 14 tại La Khươi, Chư Păh, Gia Lai. Quốc lộ 19 đi qua huyện Mang Yang đã được nâng cấp thành đường cấp 3. Các tuyến đường tỉnh lộ, huyện lộ đã xuống cấp, nhiều đoạn đường hư hỏng nghiêm trọng. Ngoài ra còn có dự án Đường cao tốc Quy Nhơn – Pleiku – Lệ Thanh đi qua đang được triển khai đầu tư xây dựng.

## Hình ảnh

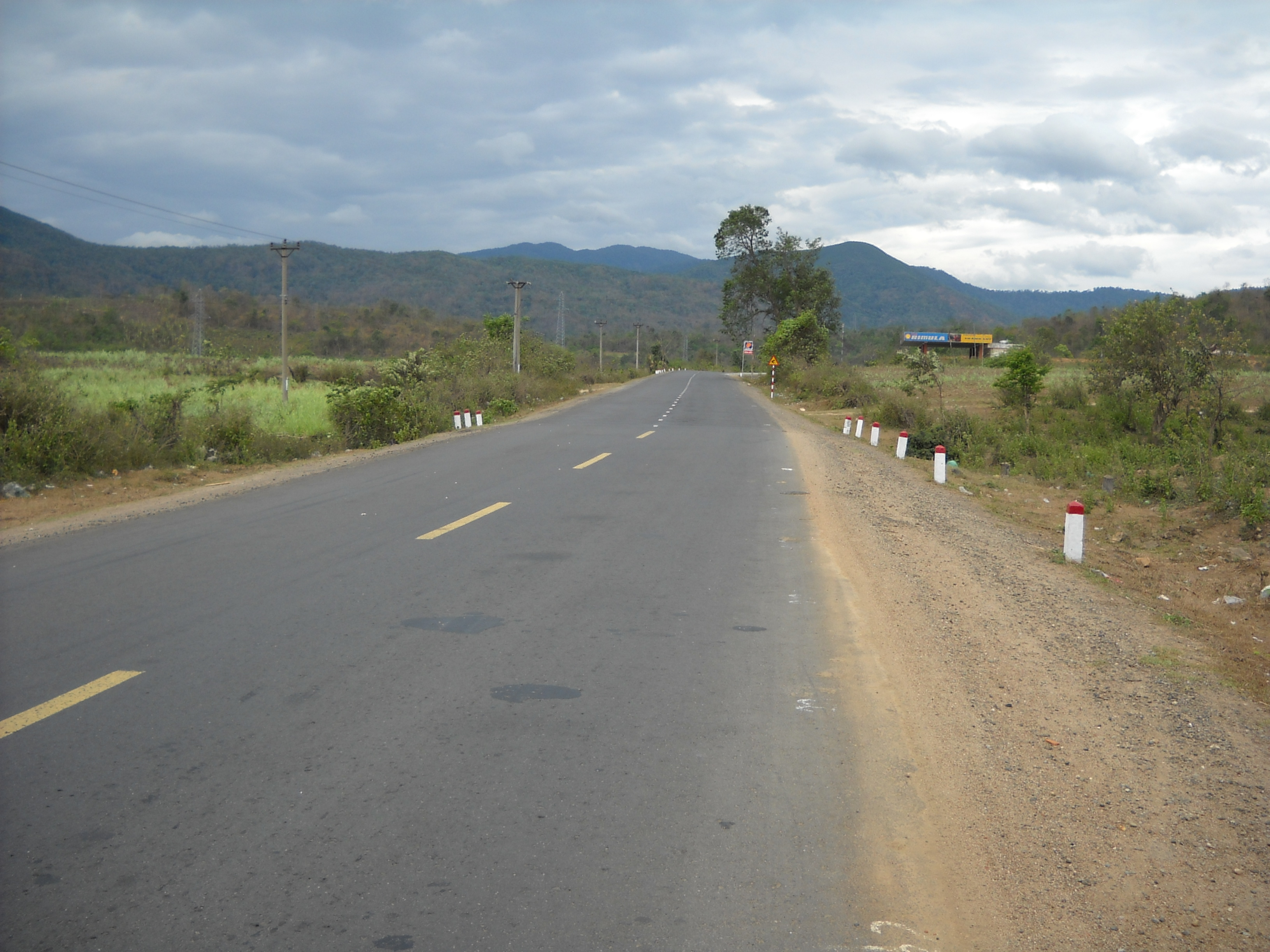
Dãy Trường Sơn Nam
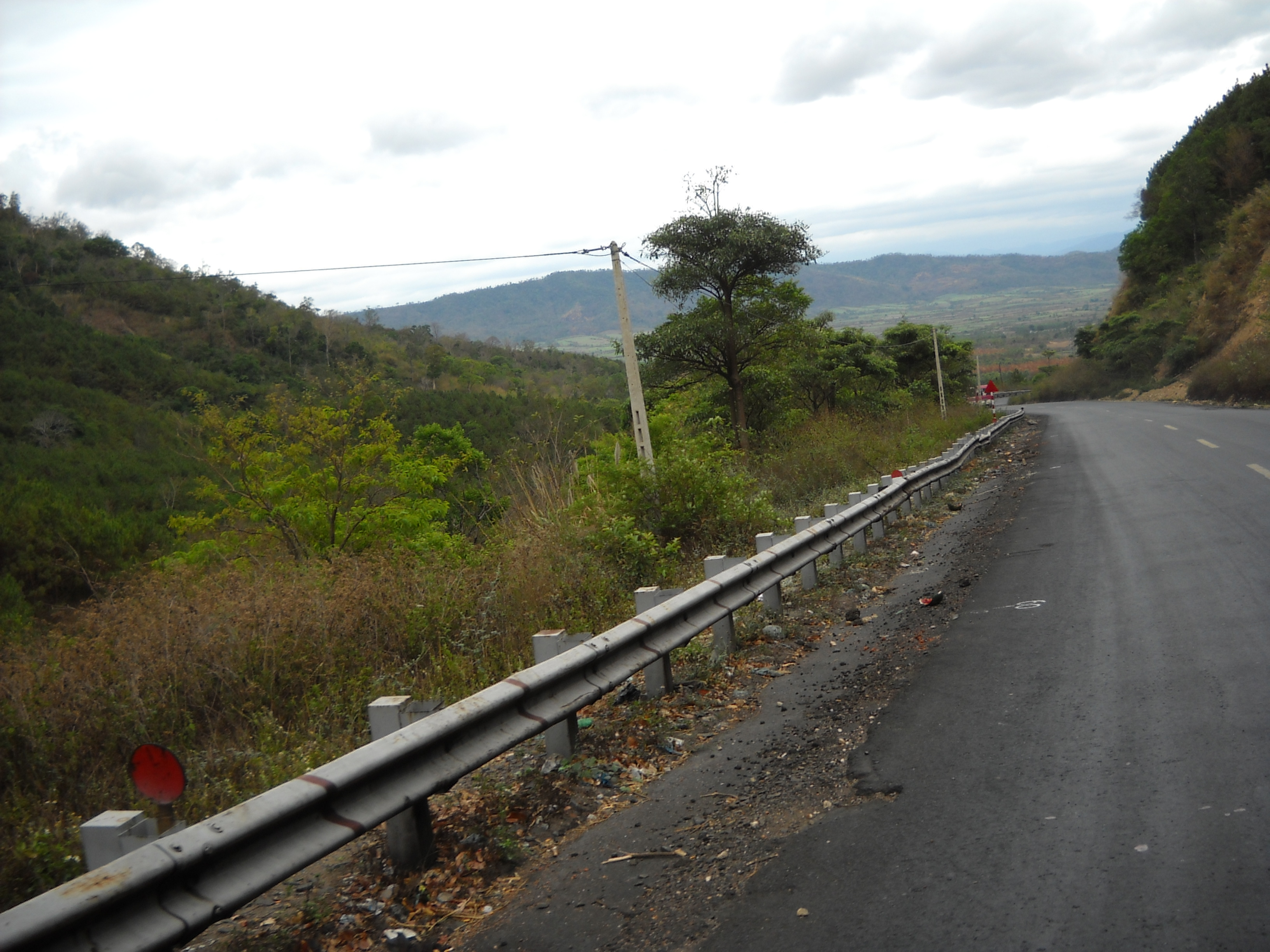
Đèo Mang Yang
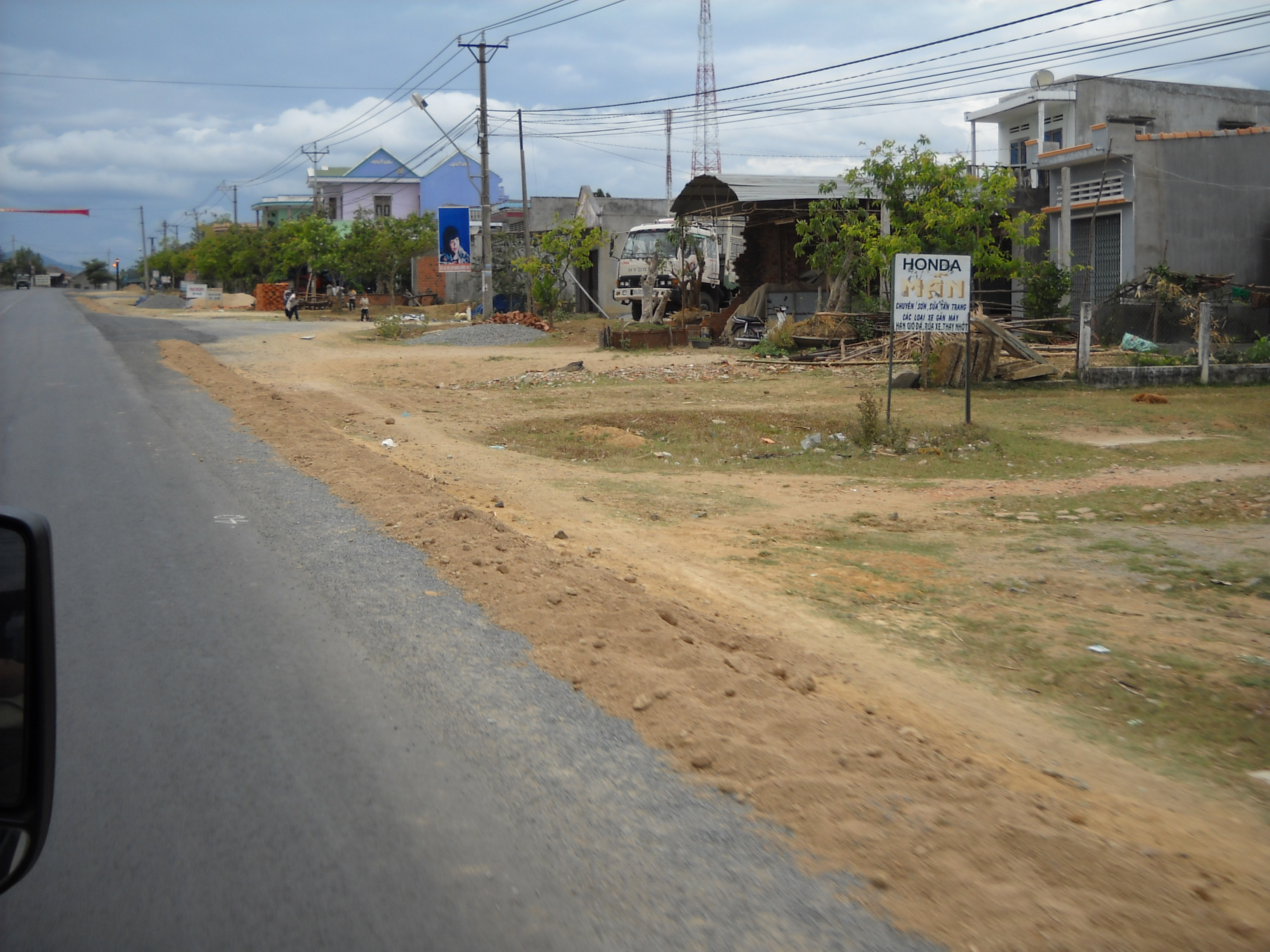
Thị trấn Kon Dong, 2010
Xe tăng Mỹ ở đèo Mang Yang, 1969
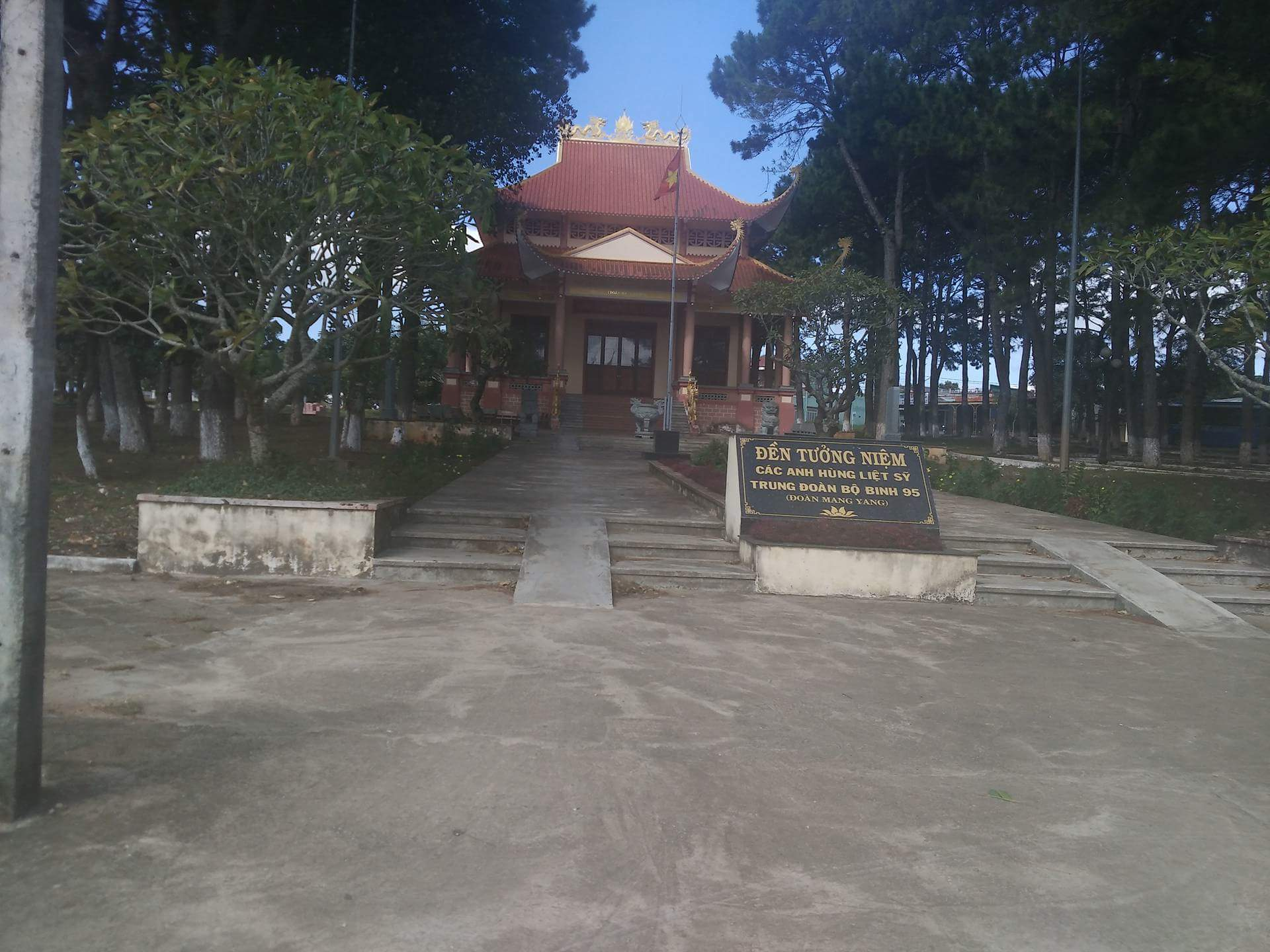
Đền tưởng niệm các anh hùng liệt sĩ trung đoàn bộ binh 95
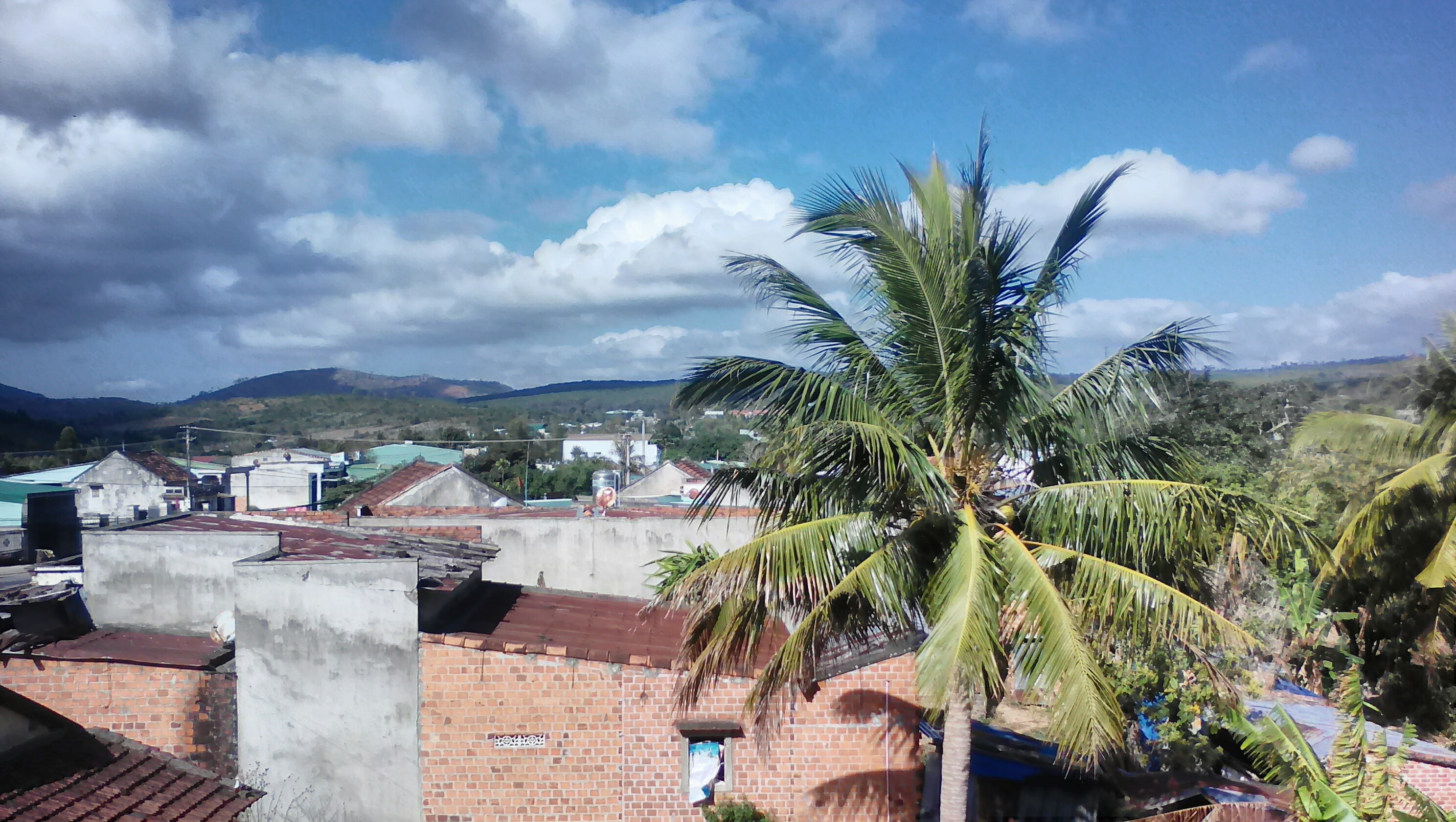
Thôn Phú Danh, xã H'Ra
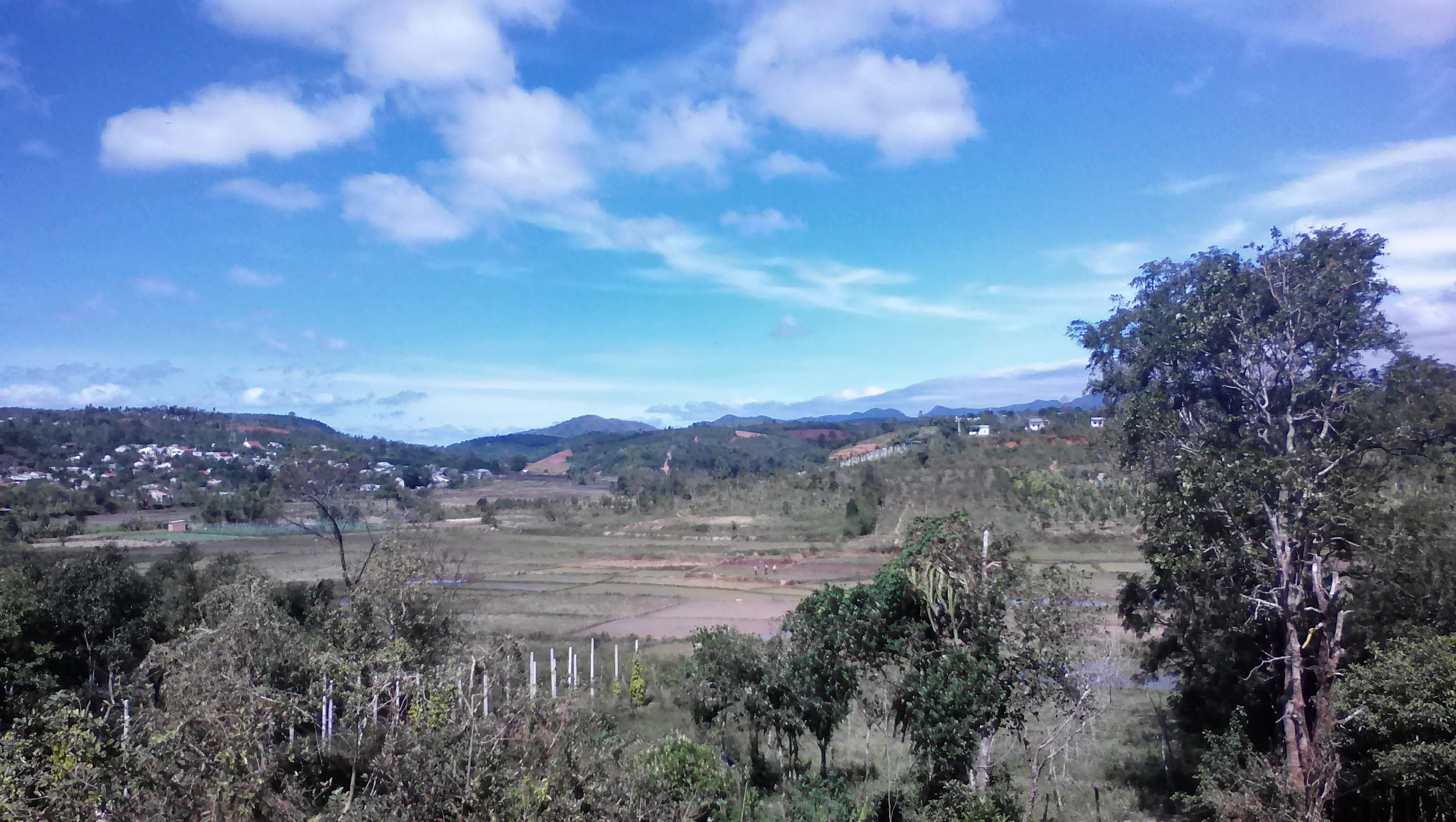
Xã H'Ra